# Alhaurín de la Torre
Alhaurín de la Torre település Spanyolországban, Málaga tartományban. Alhaurín de la Torre Alhaurín el Grande, Cártama, Málaga, Mijas, Torremolinos és Benalmádena községekkel határos. Lakosainak száma 44 057 fő (2024).

## Népesség
A település népessége az elmúlt években az alábbi módon változott:
| Lakosok száma | 22 654 | 26 764 | 31 884 | 35 114 | 37 446 | 38 300 | 39 153 | 40 345 | 42 531 | 44 057 |
|               | 2001   | 2004   | 2007   | 2009   | 2012   | 2014   | 2017   | 2019   | 2022   | 2024   |